# Омладински олимпијски спортски парк у Нанкингу
Омладинско олимпијски спортски парк у Нанкингу (кин. 南京青奥体育公园, енг. је спортски комплекс који се налази у округу Пукоу, у Нанкинг, у Кини. Његова изградња почела је у децембру 2011. године, као део просторија за Олимпијске игре младих 2014. године. Комплекс, који заузима око 1.000.000 квадратних метара земљишта, састоји се од главне арене с другим мањим спортским објектима.

## Главна арена
Главна арена се састоји из два дела, затворене дворане капацитета од 20.000 седећих места и отвореног стадиона капацитета од 18.000 седећих места.  Отворена је у новембру 2017. године, и арена је постала највећи затворени стадион у Кини. У затвореној арени се играју разни спортови као што су кошарка, бадминтон, хокеј на леду и гимнастичка такмичења.

## Остали објекти
Током летњих олимпијских игара за младе 2014. године, изграђени су неки стални и привремени простори као што су BMX Парк, поље за рагби, хокејско игралиште, модерни пентатлон терени и арена за одбојку на плажи. У парку се налази и Нанкинг Олимпијски музеј.

## Домаћин турнира
- Шампионат у брзом клизању 2016.
- Светско првенство у бадминтону 2018.[6]
- Светско првенство у кошарци 2019.[5]